# 維克諾 (科洛梅亞區)
48°39′52″N 25°22′23″E / 48.66444°N 25.37306°E
維克諾（烏克蘭語：Вікно），是烏克蘭的村落，位於該國西部伊萬諾-弗蘭科夫斯克州，由科洛梅亚区負責管轄，面積15.99平方公里，海拔高度263米，2001年人口1,339。